# Ćiril Banić
Ćiril Banić (Dolac Donji, 6. kolovoza 1890. − Šibenik, 3. veljače 1961.), hrvatski katolički svećenik. Biskup šibenske biskupije od 1951. do 1961. godine.

## Životopis
Rodio se je u Dolcu Donjem 1890. godine. Za svećenika se je zaredio 1913. godine. 28. ožujka 1951. postavljen je za apostolskog administratora Šibenika i naslovnog biskupa Coronske biskupije (Dioecesis Coronensis). Na Badnjak 1960. postavljen je za biskupa Šibenska biskupije. Dužnost je obnašao do smrti.
Zvanom Lav Dalmatinski i Drugi Stepinac. Uvijek je bio hrabar i čvrst u vjeri. Bio je na udaru svake vlasti. Vlastima velikosrpske hegemonističke Kraljevine Jugoslavije je smetao, proganjala ga je fašistička Italija, a poslije rata su ga jugokomunisti optuživali za suradnju s fašistima. Osim toga ga je sustavno pratila zloglasna UDBA. Naposljetku je optužen i osuđen na montiranom procesu. Zatvoren je i više puta su ga pokušali ubiti. Obnašao je visoke dužnosti u Šibenskoj biskupiji, u kojoj je ostavio snažan trag. Osobito je bio važan kada su biskupi odlučili zabraniti svećenička udruženja koja su kontrolirale komunističke vlasti. U filmu su izjave dali Banićevi suvremenici, svećenici, crkveni povjesničari, rodbina te povjesničari i drugi znanstvenici.
O Baniću je HRT snimio dokumentarni film 2019. godine "Poljička stijena – biskup Ćiril Banić".